# Kreisgericht Olpe
Das Kreisgericht Olpe war von 1849 bis 1879 ein preußisches Kreisgericht mit Sitz in Olpe. 

## Geschichte
Die „Verordnung über die Aufhebung der Privatgerichtsbarkeit und des eximierten Gerichtsstandes sowie über die anderweitige Organisation der Gerichte“ vom 2. Januar 1849 hob die Patrimonialgerichtsbarkeit auf. Gleichzeitig wurde das Appellationsgericht Arnsberg geschaffen, dem Kreisgerichte, darunter das Kreisgericht Olpe zugeordnet waren. Sein Sprengel umfasste den Kreis Olpe, einen Teil des Landkreises Meschede sowie den Teil von Valbert, der vor 1816 zum Herzogtum Westfalen gehört hatte. Schwurgerichtsangelegenheiten wurden beim Kreisgericht Siegen behandelt. Eine Gerichtsdeputation mit drei Richtern wurde in Fredeburg, zwei Gerichtskommissionen wurden in Attendorn und eine in Kirchhundem eingerichtet. Gerichtstage wurden in Bödefeld, Lenhausen, Oedingen, Serkenrode und Wenden gehalten. Aufgelöst wurden im Bezirk des Kreisgerichtes Olpe die Patrimonialgerichte des Grafen von Plettenberg in Lenhausen und das Patrimonialgericht Oberkirchen des Grafen von Fürstenberg-Herdringen in Oberkirchen. Der Sprengel mit den Städten Attendorn, Olpe und Schmalenberg umfasste 46.615 Gerichtseingesessene. Später wurde eine Gerichtskommission in Bilstein geschaffen.
Mit den Reichsjustizgesetzen wurden die Gerichte im Deutschen Reich vereinheitlicht. Das Kreisgericht Olpe wurde 1879 aufgehoben. Neu eingerichtet wurde nun das Amtsgericht Olpe im Bezirk des Landgerichtes Arnsberg.
Die Gerichtskommissionen Attendorn und Kirchhundem wurden 1879 aufgehoben und die Amtsgerichte Attendorn und Kirchhundem gebildet. Aus der Gerichtsdeputation entstand das Amtsgericht Fredeburg.

## Gerichtsdeputation Fredeburg
Der Sprengel der Gerichtskommission Fredeburg entsprach dem Sprengel des bisherigen Land- und Stadtgerichts Fredeburg, jedoch ohne Astenberg und Lenneplätze.

## Gerichtskommission Attendorn
Der Sprengel der Gerichtskommissionen Attendorn bestand aus:
1. Sprengel des bisherigen Land- und Stadtgerichts Attendorn, jedoch ohne Oberveischede und Neuenwald
2. Förde, Grevenbrück II, Bonzel, Bonzeler Hammer und Maumke aus dem Amt Bilstein

## Gerichtskommission Kirchhundem
Der Sprengel der Gerichtskommission Kirchhundem bestand aus dem Amt Kirchhundem ohne Lenne, Hundesossen, Roderhammer, Huderhammer, Hennemecke und Milchenbach.